# De hopelozen
De hopelozen (Hongaars: Szegénylegények) is een Hongaarse dramafilm uit 1966 onder regie van Miklós Jancsó. Hij werd hiervoor genomineerd voor de Gouden Palm op het Filmfestival van Cannes in 1966.

## Verhaal
De opstand in Hongarije onder leiding van Lajos Kossuth is neergeslagen. Het Habsburgse gezag is weer hersteld, maar partizanen voeren nog steeds een guerrilla. Het Oostenrijkse leger wil ook die opstand in de kiem smoren en pakt verdachten op. Ze worden opgesloten in een fort. De Oostenrijkers kennen de identiteit van de leiders van de guerrillabeweging niet, maar ze zouden zich onder de krijgsgevangenen bevinden. Ze trachten de gevangenen tot bekentenissen te dwingen.

## Rolverdeling
| Acteur            | Personage       |
| ----------------- | --------------- |
| János Görbe       | János Gajdar    |
| Zoltán Latinovits | Imre Veszelka   |
| Tibor Molnár      | Kabai           |
| Gábor Agárdy      | Torma           |
| András Kozák      | Ifj. Kabai      |
| Béla Barsi        | Foglár          |
| József Madaras    | Magyardolmányos |
| János Koltai      | Béla Varju      |
| István Avar       | Vallató I       |
| Lajos Öze         | Vallató II      |